# Škoda Fabia R5/Rally2 evo
La Škoda Fabia Rally2 evo (precedentemente nota come Škoda Fabia R5 evo) è un'auto da rally costruita dalla Škoda Motorsport. Si tratta di un aggiornamento generazionale della Fabia R5 originale, basato sulla vettura di produzione Škoda Fabia restyling.
Nel 2022 viene annunciata la RS Rally2 con nuovo motore turbo da 1,6 litri basato sul 2.0 TSI della serie di motori EA888, abbinato ad un cambio sequenziale a 5 marce. La potenza del motore è di circa 214 kW (289 CV) con una coppia massima di 430 Nm.

## Vittorie nei Rally

### Vittorie WRC-2 Pro
| Anno | No. | Evento                      | Pilota          | Co-pilota       |
| ---- | --- | --------------------------- | --------------- | --------------- |
| 2019 | 1   | Rally del Cile 2019         | Kalle Rovanperä | Jonne Halttunen |
| 2019 | 2   | Rally del Portogallo 2019   | Kalle Rovanperä | Jonne Halttunen |
| 2019 | 3   | Rally di Sardegna 2019      | Kalle Rovanperä | Jonne Halttunen |
| 2019 | 4   | Rally di Finlandia 2019     | Kalle Rovanperä | Jonne Halttunen |
| 2019 | 5   | Rally di Germania 2019      | Jan Kopecký     | Pavel Dresler   |
| 2019 | 6   | Rally di Gran Bretagna 2019 | Kalle Rovanperä | Jonne Halttunen |

### Vittorie nel WRC-2
| Anno | No. | Evento                    | Pilota               | Co-pilota              |
| ---- | --- | ------------------------- | -------------------- | ---------------------- |
| 2019 | 1   | Rally del Portogallo 2019 | Pierre-Louis Loubet  | Vincent Landais        |
| 2019 | 2   | Rally di Sardegna 2019    | Pierre-Louis Loubet  | Vincent Landais        |
| 2019 | 3   | Rally di Finlandia 2019   | Nikolay Gryazin      | Yaroslav Fedorov       |
| 2019 | 4   | Rally di Germania 2019    | Fabian Kreim         | Tobias Braun           |
| 2019 | 5   | Rally di Turchia 2019     | Kajetan Kajetanowicz | Maciej Szczepaniak     |
| 2020 | 6   | Rally del Messico 2020    | Pontus Tidemand      | Patrik Barth           |
| 2020 | 7   | Rally di Turchia 2020     | Pontus Tidemand      | Patrik Barth           |
| 2020 | 8   | Rally di Sardegna 2020    | Pontus Tidemand      | Patrik Barth           |
| 2021 | 9   | Rally di Monte Carlo 2021 | Andreas Mikkelsen    | Ola Fløene             |
| 2021 | 10  | Rally d'Estonia 2021      | Andreas Mikkelsen    | Ola Fløene             |
| 2021 | 11  | Rally dell'Acropoli 2021  | Andreas Mikkelsen    | Elliott Edmondson      |
| 2022 | 12  | Rally di Monte Carlo 2022 | Andreas Mikkelsen    | Torstein Eriksen       |
| 2022 | 13  | Rally di Svezia 2022      | Andreas Mikkelsen    | Torstein Eriksen       |
| 2022 | 14  | Rally di Sardegna 2022    | Nikolay Gryazin      | Konstantin Aleksandrov |
| 2022 | 15  | Safari Rally 2022         | Kajetan Kajetanowicz | Maciej Szczepaniak     |
| 2022 | 16  | Rally d'Estonia 2022      | Andreas Mikkelsen    | Torstein Eriksen       |
| 2022 | 17  | Rally di Finlandia 2022   | Emil Lindholm        | Reeta Hämäläinen       |
| 2022 | 18  | Rally dell'Acropoli 2022  | Emil Lindholm        | Reeta Hämäläinen       |
| 2023 | 19  | Safari Rally 2023         | Kajetan Kajetanowicz | Maciej Szczepaniak     |

### Vittorie nel WRC-3
| Anno | No. | Evento                    | Pilota               | Co-pilota          |
| ---- | --- | ------------------------- | -------------------- | ------------------ |
| 2020 | 1   | Rally di Turchia 2020     | Kajetan Kajetanowicz | Maciej Szczepaniak |
| 2020 | 2   | Rally di Monza 2020       | Andreas Mikkelsen    | Anders Jæger       |
| 2021 | 3   | Rally Artico 2021         | Teemu Asunmaa        | Marko Salminen     |
| 2021 | 4   | Rally di Croazia 2021     | Kajetan Kajetanowicz | Maciej Szczepaniak |
| 2021 | 5   | Rally del Portogallo 2021 | Kajetan Kajetanowicz | Maciej Szczepaniak |
| 2021 | 6   | Rally d'Estonia 2021      | Aleksey Lukyanuk     | Yaroslav Fedorov   |
| 2021 | 7   | Rally dell'Acropoli 2021  | Kajetan Kajetanowicz | Maciej Szczepaniak |
| 2021 | 8   | Rally di Finlandia 2021   | Emil Lindholm        | Reeta Hämäläinen   |
| 2021 | 9   | Rally di Catalogna 2021   | Emil Lindholm        | Reeta Hämäläinen   |

### Vittorie nel ERC
| Year | No. | Event                       | Driver             | Co-driver           |
| ---- | --- | --------------------------- | ------------------ | ------------------- |
| 2020 | 1   | Rally d'Ungheria 2020       | Andreas Mikkelsen  | Ola Fløene          |
| 2021 | 2   | Rally di Roma Capitale 2021 | Giandomenico Basso | Lorenzo Granai      |
| 2021 | 3   | Rally Barum Zlin 2021       | Jan Kopecký        | Jan Hloušek         |
| 2021 | 4   | Rallye delle Azzorre 2021   | Andreas Mikkelsen  | Elliott Edmondson   |
| 2021 | 5   | Rally Serras de Fafe 2021   | Andreas Mikkelsen  | Elliott Edmondson   |
| 2022 | 6   | Rally delle Azzorre 2022    | Efrén Llarena      | Sara Fernández      |
| 2022 | 7   | Rally di Polonia 2022       | Mikołaj Marczyk    | Szymon Gospodarczyk |
| 2022 | 8   | Rally Liepāja 2022          | Mārtiņš Sesks      | Renārs Francis      |
| 2022 | 9   | Rally di Roma Capitale 2022 | Damiano de Tommaso | Giorgia Ascalone    |
| 2022 | 10  | Rally Barum Zlín 2022       | Jan Kopecký        | Jan Hloušek         |